# Jack Michael Morillo
Jack Michael Morillo (ur. 24 października 1986) – dominikański piłkarz występujący na pozycji napastnika, obecnie zawodnik Deportivo Pantoja.

## Kariera klubowa
Morillo rozpoczynał swoją karierę piłkarską w zespole Deportivo Pantoja z siedzibą w stołecznym mieście Santo Domingo.

## Kariera reprezentacyjna
W seniorskiej reprezentacji Dominikany Morillo zadebiutował 19 sierpnia 2011 w wygranym 1:0 meczu towarzyskim z Curaçao. Premierowego gola w kadrze narodowej strzelił 11 listopada tego samego roku w wygranej 4:0 konfrontacji z Kajmanami w ramach eliminacji do Mistrzostw Świata 2014. Jego drużyna nie zdołała się jednak zakwalifikować na mundial.